# Marathon van Houston 1993
De marathon van Houston 1993 (ook wel Houston-Tenneco) vond plaats op zondag 24 januari 1993. Het was de 21e editie van deze marathon.
De marathon werd bij de mannen gewonnen door de Noor Frank Bjørkli in 2:13.21. Hij had een ruime voorsprong op zijn achtervolger Sean Wade uit Nieuw-Zeeland, die in 2:16.09 over de streep kwam. Bij de vrouwen won de Amerikaanse Kristy Johnston de wedstrijd in 2:29.05. Zij finishte ruim twee minuten voor de Russische Albina Gallyamova, die 2:31.15 liet klokken. De eerste man en vrouw wonnen beiden $ 20.000 aan prijzengeld.
De Amerikaanse president George W. Bush liep mee in de wedstrijd en finishte in 3 uur 44 minuten en 52 seconden.
In totaal finishten er 3524 marathonlopers, waarvan 2791 mannen en 733 vrouwen.

## Uitslagen

### Mannen
| rang   | naam               | land | tijd    |
| ------ | ------------------ | ---- | ------- |
| Goud   | Frank Bjørkli      | NOR  | 2:13.21 |
| Zilver | Sean Wade          | NZL  | 2:16.09 |
| Brons  | Mark Plaatjes      | RSA  | 2:16.51 |
| 4      | Jose Cesar Desouza | BRA  | 2:17.38 |
| 5      | Sam Ngatia         | KEN  | 2:17.45 |
| 6      | Robert Stolz       | USA  | 2:17.51 |
| 7      | Roger Bjørkli      | NOR  | 2:18.02 |
| 8      | Guillermo Yrizar   | MEX  | 2:18.22 |
| 9      | Aleksandr Belyayev | RUS  | 2:18.45 |
| 10     | Rick Wilhelm       | USA  | 2:18.58 |
| 11     | Horacio Cabrera    | MEX  | 2:19.51 |
| 13     | Thomas Ertl        | GER  | 2:22.04 |
| 14     | Doug Cronkite      | CAN  | 2:22.11 |
| 18     | Terefe Mekonen     | ETH  | 2:25.18 |
| 19     | Vadim Sidorov      | RUS  | 2:25.40 |
| 20     | Markus Graf        | SUI  | 2:26.51 |
| 22     | Leonid Mosejev     | RUS  | 2:29.37 |

### Vrouwen
| rang   | naam               | land | tijd    |
| ------ | ------------------ | ---- | ------- |
| Goud   | Kristy Johnston    | USA  | 2:29.05 |
| Zilver | Albina Gallyamova  | RUS  | 2:31.15 |
| Brons  | Karolin Szabo      | HUN  | 2:32.37 |
| 4      | Suzana Ciric       | YUG  | 2:33.26 |
| 5      | Danuta Bartoszek   | CAN  | 2:34.33 |
| 6      | Grazyna Kowina     | POL  | 2:34.58 |
| 7      | Petra Guevara      | MEX  | 2:40.12 |
| 8      | Libbie Hickman     | USA  | 2:40.25 |
| 9      | Regina Joyce       | IRL  | 2:41.30 |
| 10     | Rosana Gutierrez   | USA  | 2:41.58 |
| 11     | Julie Isphording   | USA  | 2:42.06 |
| 12     | Laura Dewald       | USA  | 2:44.38 |
| 13     | Jeannie Wokasch    | USA  | 2:45.56 |
| 14     | Irina Bondarchuk   | RUS  | 2:49.47 |
| 15     | Carina Leutner     | AUT  | 2:49.49 |
| 16     | Sissel Grottenberg | NOR  | 2:50.29 |
| 17     | Noeleen Wadden     | CAN  | 2:52.23 |
| 18     | Cynthia Woods      | USA  | 2:53.14 |

1972 ·
1973 ·
1974  ·
1975 ·
1976 ·
1977 ·
1978 ·
1979 ·
1980 ·
1981 ·
1982 ·
1983 ·
1984 ·
1985 ·
1986 ·
1987 ·
1988 ·
1989 ·
1990 ·
1991 ·
1992 ·
1993 ·
1994 ·
1995 ·
1996 ·
1997 ·
1998 ·
1999 ·
2000 ·
2001 ·
2002 ·
2003 ·
2004 ·
2005 ·
2006 ·
2007 ·
2008 ·
2009 ·
2010 ·
2011 ·
2012 ·
2013 ·
2014 ·
2015 ·
2016 ·
2017